# Однорідна функція
Однорі́дна фу́нкція (англ. homogeneous function) ступеня {\displaystyle q} — числова функція {\displaystyle f:\mathbb {R} ^{n}\to \mathbb {R} } така, що для будь-якого {\displaystyle \mathbf {v} \in \mathbb {R} ^{n}} та {\displaystyle \lambda \in \mathbb {R} } виконується рівність:
{\displaystyle f(\lambda \mathbf {v} )=\lambda ^{q}f(\mathbf {v} )\qquad \qquad (*)}
причому {\displaystyle q} називають порядком однорідності.
Розрізняють також
- додатно однорідні функції, для яких рівняння {\displaystyle (*)} виконується тільки для додатних {\displaystyle \lambda } ({\displaystyle \lambda >0})
- абсолютно однорідні функції для яких виконується рівняння
    {\displaystyle f(\lambda \mathbf {v} )=|\lambda |^{q}f(\mathbf {v} )}

## Властивості
1. Якщо функція {\displaystyle f} є многочленом від {\displaystyle n} змінних, тоді вона буде однорідною функцією степеню {\displaystyle q} тоді і тільки тоді, коли {\displaystyle f} — однорідний многочлен степеню {\displaystyle q}, зокрема в цьому випадку {\displaystyle q} має бути цілим.
2. Однорідна функція в нулі дорівнює нулю, якщо вона там визначена:
    {\displaystyle f(\mathbf {0} )=0\qquad \qquad }
3. Лема Ейлера. Однорідні функції пропорційні скалярному добутку свого градієнта на вектор своїх змінних з коефіцієнтом, що дорівнює порядку однорідності:
    {\displaystyle \mathbf {v} \cdot \nabla f(\mathbf {v} )=qf(\mathbf {v} ).}
Доводиться диференціюванням рівняння (*) по {\displaystyle \lambda } при {\displaystyle \lambda =1}.

## Теорема Ейлера
Теорема Ейлера про однорідні функції стверджує, що однорідна функція порядку k є розв'язком такого рівняння з частинними похідними:
{\displaystyle k\,f(x_{1},\ldots ,x_{n})=\sum _{i=1}^{n}x_{i}{\frac {\partial f}{\partial x_{i}}}(x_{1},\ldots ,x_{n}).}
І навпаки, розв'язком такого рівняння є деяка однорідна функція.
Доведення
Позначимо {\displaystyle \mathbf {x} =(x_{1},\ldots ,x_{n})} та {\displaystyle g(s)=f(s\mathbf {x} )}.
Щоб довести формулу застосуємо ланцюгове правило диференціювання до {\displaystyle f(s\mathbf {x} )=s^{k}f(\mathbf {x} )} по відношенню до {\displaystyle s,} а потім спрямуємо s до 1.
Щоб довести зворотнє, проінтегруємо диференціальне рівняння: 
{\displaystyle sg'(s)=kf(s\mathbf {x} )=kg(s).}
Це лінійне диференціальне рівняння має розв'язок {\displaystyle g(s)=g(1)s^{k}.}
Тому
{\displaystyle f(s\mathbf {x} )=g(s)=s^{k}g(1)=s^{k}f(\mathbf {x} )}.